# Reza Bouazar
Reza Bouazar (persisch رضا بوعذار; * 22. Mai 1987) ist ein ehemaliger iranischer Sprinter, der sich auf den 400-Meter-Lauf spezialisiert hat.

## Sportliche Laufbahn
Erste Erfahrungen bei internationalen Meisterschaften sammelte Reza Bouazar im Jahr 2005, als er bei den Asienmeisterschaften in Incheon in 47,58 s den fünften Platz im 400-Meter-Lauf belegte. Zudem gelangte er mit der iranischen 4-mal-400-Meter-Staffel mit 3:08,64 min auf Rang vier. Im Jahr darauf gewann er bei den Juniorenasienmeisterschaften in Macau in 47,57 s die Silbermedaille über 400 Meter und kam im Staffelbewerb nicht ins Ziel. Anschließend schied er bei den Juniorenweltmeisterschaften in Peking mit 47,25 s im Halbfinale über 400 Meter aus. Im Dezember nahm er an den Asienspielen in Doha teil und belegte dort in 47,07 s den fünften Platz über 400 Meter.
2007 gewann er bei den Asienmeisterschaften in Amman in 46,90 s die Silbermedaille hinter dem Sri-Lanker Prasanna Amarasekara und erreichte im Staffelbewerb mit 3:08,64 min Rang vier. Im Oktober wurde er bei den Hallenasienspielen in Macau in 48,22 s Vierter im Einzelbewerb und gewann mit der Staffel in 3:13,18 min gemeinsam mit Iman Roghani, Hashem Khazaei und Sajjad Moradi die Bronzemedaille hinter den Teams aus Saudi-Arabien und Sri-Lanka. 2009 kam er bei den Hallenasienspielen in Hanoi über 400 Meter nicht ins Ziel und kurz darauf klassierte er sich bei den Asienmeisterschaften in Guangzhou mit 47,46 s auf dem siebten Platz. 2010 gewann er bei den Hallenasienmeisterschaften in Teheran in 48,14 s die Silbermedaille hinter dem Inder Bibin Mathew und mit der Staffel siegte er in 3:15,02 min gemeinsam mit Shahabeddin Tahmasebi, Mohsen Zarrin-Afzal und Mehdi Zamani. Im November schied er bei den Asienspielen in Guangzhou mit 46,80 s in der Vorrunde über 400 Meter aus und wurde mit der Staffel im Vorlauf disqualifiziert. 2012 siegte er dann in 48,09 s bei den Hallenasienmeisterschaften in Hangzhou und beendete daraufhin seine aktive sportliche Karriere im Alter von 31 Jahren.
2007 wurde Bouazar iranischer Meister im 400-Meter-Lauf.

## Persönliche Bestzeiten
- 200 Meter: 21,56 s, 8. Mai 2007 in Schiras
- 400 Meter: 46,37 s, 24. Mai 2007 in Teheran
  - 400 Meter (Halle): 47,50 s, 20. Januar 2012 in Teheran